# Dworek Józefa Chełmońskiego w Kuklówce Zarzecznej
Dworek Józefa Chełmońskiego w Kuklówce Zarzecznej – drewniany dworek w Kuklówce Zarzecznej w powiecie żyrardowskim z 2. połowy XIX wieku, wpisany do rejestru zabytków nieruchomych województwa mazowieckiego, własność malarza Józefa Chełmońskiego, który w nim mieszkał i pracował przez około 25 lat, następnie własność jego potomków. 

## Historia
Budynek powstał w 2. połowie XIX wieku (około 1880 roku; na starszej karcie zabytku został wpisany XVIII wiek). Józef Chełmoński po powrocie z Paryża w 1887 roku podróżował – odwiedził Litwę i Rosję. Następnie kupił dworek w Kuklówce od sędziego Lubasiewicza, nabył także gospodarstwo o powierzchni 6 ha latem w 1889 roku (według prawnuka malarza, Stanisława Austa, w akcie notarialnym, który posiada, jako data nabycia figuruje sierpień 1888 roku). Do dworku sprowadziła się na stałe także jego rodzina, tj. trzy dorastające córki. Poszerzono zabudowania gospodarcze oraz dokupiono grunty orne. 
Następnie malarz mieszkał tamże samotnie po rozpadzie małżeństwa do końca życia, tj. do 1914 roku; żona Maria z domu Korwin Szymanowska wyjechała z Kuklówki w 1894 roku. Sam zajmował się gospodarstwem i końmi, chodził ubrany jak chłopi łowiccy. W dworku powstały m.in. takie obrazy, jak: Kuropatwy, Owczarek, czy Orka – w tym okresie zmieniła się tematyka jego prac, odszedł od przedstawiania dynamicznych, ekspresyjnych scen (zob. np. Czwórka). Malarza w Kuklówce odwiedzali m.in. Wojciech Gerson, Antoni Kurzawa, Henryk Weyssenhoff czy Stanisław Masłowski. Artysta zapisał dworek swoim trzem córkom. Zmarł w tymże dworku 6 kwietnia 1914 roku. Łącznie spędził w nim około 24 lata. 
23 marca 1962 roku budynek został wpisany do wojewódzkiego rejestru zabytków nieruchomych (nr rej. 459/62), a 5 maja 1980 roku wpisano do tegoż rejestru także sąsiadujący z dworkiem park (nr rej. 529). Dworek był kilkukrotnie przebudowywany, zlikwidowano dekoracyjny portal oraz lukarnę, nie zachowała się m.in. obręcz z motywem znaków Zodiaku nad wejściem. Budynek pozostaje w posiadaniu potomków malarza (mieszka tam prawnuk Chełmońskiego, Stanisław Aust) i jest niedostępny do zwiedzania.

## Architektura
Budynek znajduje się w Kuklówce Zarzecznej przy ul. Józefa Chełmońskiego 36 (w rejestrze zabytków nieruchomych na stronie Narodowego Instytutu Dziedzictwa błędnie figuruje wraz z parkiem jako obiekt w Kuklówce Radziejowickiej). Jest położony na wzniesieniu, nad rzeką Pisią Tuczną. Jego powierzchnia wynosi 227 m².
Jest to skromny obiekt mieszkalny, zbudowany z drewna modrzewiowego, parterowy, nakryty czerwonym dachem dwuspadowym, z niesymetrycznie umieszczoną werandą. Weranda jest przeszklona, a nad oknami znajdują się dekoracje z motywami roślinnymi, przypominające ludowe wycinanki, pierwotne ozdoby dodał sam Chełmoński. Na poddaszu znajdowała się pracownia malarza, która była oszklona i powstała ze strychu. Pia Górska opisała ją tymi słowami: Niska to i niezbyt obszerna izba pod samym dachem. Kilka sztalug, odrapane kasety z farbami, rysunki, szkice, obrazy, które wiszą na ścianie lub stoją po kątach. Na ścianie jednego z pomieszczeń wisiał w ramie list napisany przez Adama Mickiewicza, który został podarowany Chełmońskiemu przez towiańczyków.
Do dworku prowadzi dębowa aleja, budynek jest otoczony parkiem.